# لئون باتلر
لئون باتلر (انگلیسی: Leon Butler; ۲ دسامبر ۱۸۹۲ – ۱۸ ژوئن ۱۹۷۳) قایقران روئینگ اهل ایالات متحده آمریکا بود.